# Daphne Dougall
Daphne Dougall, también conocida como Daphne Dougall de Zileri o Daphne Zileri (Tigre, 19 de abril de 1936 - Lima, 21 de octubre de 2011) fue una fotógrafa peruana de origen argentino. Es conocida principalmente por fotografías de niños en escenas cotidianas de las calles de Lima. Fue la primera fotógrafa mujer de la revista Caretas y publicó dos libros que exploraban la soledad y la intimidad. Tras su muerte, sus obras han sido expuestas en Colombia, Estados Unidos y Perú.

## Primeros años
Daphne Dougall Hogg nació el 19 de abril de 1936 en el Tigre, provincia de Buenos Aires. Era hija de padres escoceses que habían emigrado a principios del siglo XX. Su padre, Alfred B. Dougall, fue fundador de la radio argentina Radio Excélsior. Pasó sus primeros años en Argentina, donde recibió una educación en un internado. A los veintidós años, dejó Buenos Aires y se mudó a Nueva York, donde trabajó en una agencia de publicidad. Como su principal cliente estaba en Cuba y la Revolución Cubana imposibilitó el negocio, Dougall se convirtió en azafata.
En 1959, durante una escala en Lima, conoció a Enrique Zileri a través de amigos que también eran aeromozos. Tras un breve noviazgo, se casaron en menos de un año y tuvieron cinco hijos: Marco, Doménica, Diana, Sebastián y Drusila. Mientras criaba a sus hijos, Dougall los fotografiaba y estudiaba a maestros de la fotografía como Ansel Adams, Henri Cartier-Bresson, Robert Frank y Dorothea Lange para perfeccionar su técnica.

## Carrera
Zileri comenzó a trabajar como la primera fotógrafa mujer en Caretas, la revista política propiedad de la familia de su esposo. En 1968, cuando el gobierno militar de Juan Velasco Alvarado tomó el control del país, Enrique fue exiliado a España; pero Daphne se quedó en Perú y tuvo que buscar trabajos ocasionales para mantener a la familia. Trabajó como profesora suplente, traductora y fotógrafa de bodas. También ayudó en diversas funciones para mantener la revista en funcionamiento durante otros períodos de inestabilidad política, cuando fueron obligados a cerrar o exiliarse por su postura prodemocracia. Su influencia en la visión artística de la revista fue notable.
En 1994, Zileri presentó una exposición de su obra en el Centro Cultural General San Martín de Buenos Aires. Aunque intentó vender sus fotografías en varias ocasiones, no encontró mercado para ellas. En cambio, publicó dos libros: Soliloquios (1996) y Dúos (2000), como obras complementarias: uno exploraba la soledad y el otro, las relaciones íntimas. Las imágenes de Soliloquios fueron tomadas en Buenos Aires, SoHo (Manhattan) y El Cairo, Egipto. Sus fotografías, a menudo de niños, muestran una "sensibilidad única" hacia la condición humana, y la mayoría reflejaban el color y la realidad de las calles de Lima. Hacia el final de su carrera, se enfocó en el retrato. Prefería usar una cámara Leica sin zoom ni flash, aunque en sus últimos años ocasionalmente utilizó una cámara digital, aunque consideraba que el proceso era menos artístico.

## Muerte y legado
Zileri falleció el 21 de octubre de 2011 en Santiago de Surco, Lima, debido a complicaciones por asma. Póstumamente, sus obras se exhibieron en Colombia (2011), en la Fernando de Szyszlo Art Gallery de la Embajada de Perú en Washington D. C. (2011), en el Instituto Cervantes de Nueva York (2011), y en el distrito limeño de Miraflores (2012).